# Broncoconstrição
A broncoconstrição é o estado no qual o músculo liso presente na parede brônquica se contrai levando a uma redução na passagem de ar pelas vias aéreas. Consequentemente, o fluxo de ar torna-se turbulento desencadeando sons conhecidos como sibilos, roncos ou estertores. A redução do calibre das vias aéreas acarreta ainda aumento da resistência das vias aéreas e consequente hiperinsuflação pulmonar com alteração na relação ventilação-perfusão e alteração nos gases sanguíneos, diminuição dos volumes expirados em função do tempo, oclusão prematura das vias aéreas bem como aumento do trabalho respiratório com mudanças no desempenho muscular.
A hiperinsuflação pulmonar é definida como um aumento da capacidade residual funcional (CRF) acima do valor teórico previsto. Sob o ponto de vista clínico, a modificação mais importante nos volumes pulmonares durante a broncoconstrição é o aumento da CRF, o que determina considerável mudança na mecânica dos músculos respiratórios, comprometendo a capacidade da “bomba” ventilatória em sustentar a respiração espontânea. Portanto, respirar com pulmões hiperinsuflados exige maior esforço e, assim, contribui para a sensação de dispnéia.
Além disso, a broncoconstrição prolongada pode ainda levar a uma fadiga respiratória agravando-se em insuficiência respiratória, devido ao aumento do trabalho respiratório.